# Flughafen La Romana

i8
i11
i13

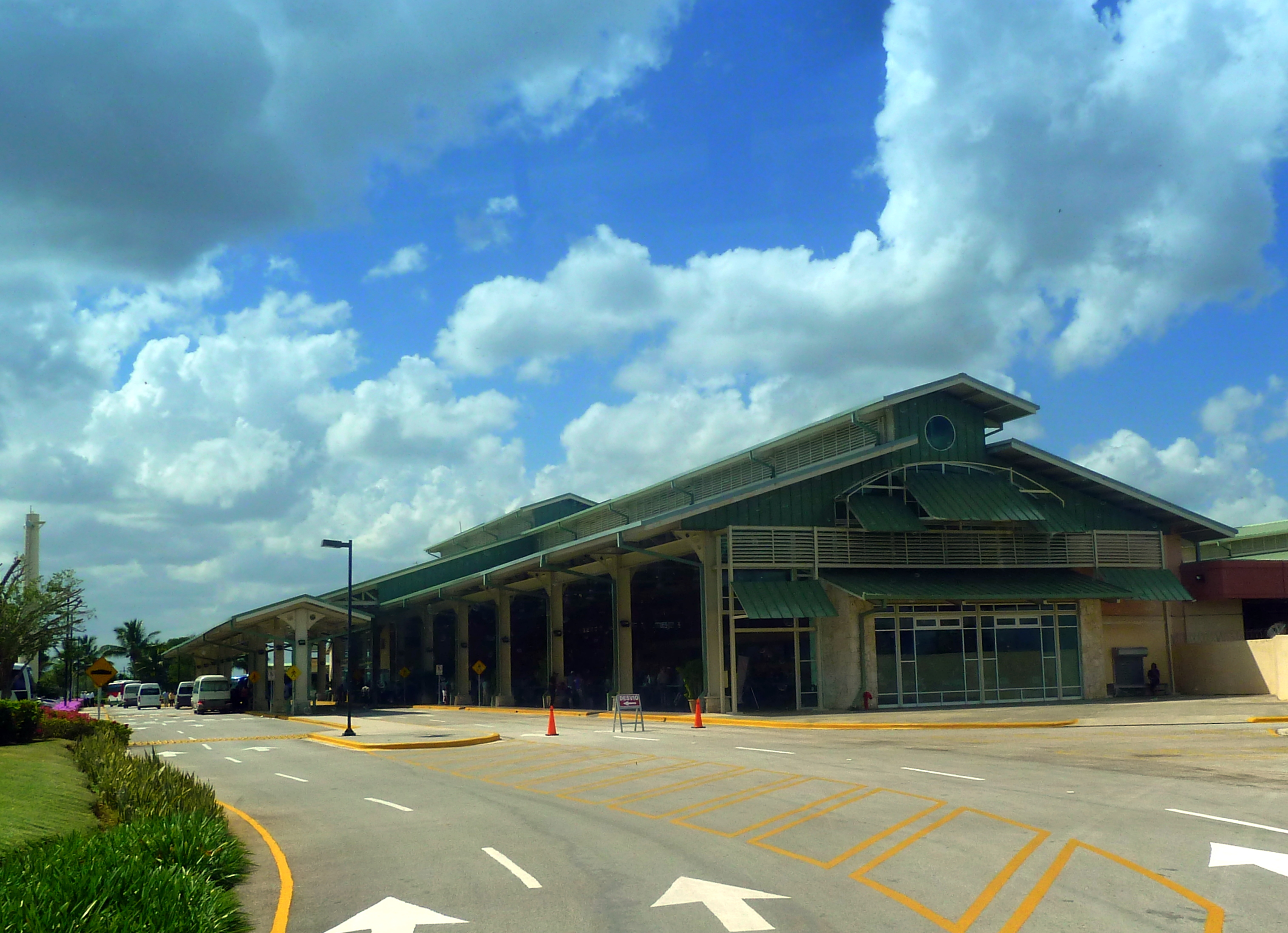
Abfertigungsgebäude

Der La Romana International Airport (spanisch Aeropuerto Internacional de La Romana, IATA-Code: LRM, ICAO-Code: MDLR) ist der Flughafen der im Osten der Dominikanischen Republik liegenden Stadt La Romana. Er liegt etwa 8 km nordöstlich des Stadtzentrums.
Der seit den 1960er Jahren bestehende Flughafen wurde nach einem Ausbau der Start- und Landebahn auf 1.800 Meter Länge am 14. November 1978 als internationaler Flughafen anerkannt. 2003 wurde die Start- und Landebahn erneut erweitert, sodass vor allem größere Frachtflugzeuge starten und landen konnten. Im Jahr 2000 wurde schließlich der gesamte Flughafen durch einen Neubau ersetzt, der mehr als 100 Millionen US-Dollar kostete.  Betreiber ist die Central Romana Corporation.

## Fluggesellschaften und Ziele
Der Flugverkehr aus dem deutschsprachigen Raum wird vom Tourismus dominiert, darunter zahlreiche Kreuzfahrtpassagiere für Ein- und Ausschiffung im Hafen von La Romana, und wird teils saisonal durchgeführt.

## Verkehrszahlen
| Jahr | Fluggastaufkommen | Luftfracht (Tonnen) | Flugbewegungen |
| ---- | ----------------- | ------------------- | -------------- |
| 2017 | 198.255           | –                   | 2.260          |
| 2016 | 203.686           | 728                 | 2.416          |
| 2015 | 198.047           | 1.264               | 2.407          |
| 2014 | 222.828           | 1.549               | 2.749          |
| 2013 | 186.373           | 883                 | 2.182          |
| 2012 | 217.684           | 1.282               | 2.455          |
| 2011 | 235.135           | 2.227               | 2.511          |
| 2010 | 259.694           | 2.056               | 2.729          |
| 2009 | 288.244           | 1.718               | 2.988          |
| 2008 | 370.563           | 1.255               | 3.273          |
| 2007 | 394.805           | 1.550               | 3.739          |
| 2006 | 483.158           | –                   | 4.391          |
| 2005 | 525.571           | –                   | 4.623          |

| Rang | Stadt                             | Passagiere | Fluggesellschaften   |
| ---- | --------------------------------- | ---------- | -------------------- |
| 01   | Mailand–Malpensa, Italien         | 41.899     | Blue Panorama        |
| 02   | Montréal–Trudeau, Kanada          | 32.660     | Air Transat, Sunwing |
| 03   | New York–JFK, Vereinigte Staaten  | 26.228     | JetBlue              |
| 04   | Rom–Fiumicino, Italien            | 23.911     | Blue Panorama        |
| 05   | Toronto–Pearson, Kanada           | 18.039     | Air Transat          |
| 06   | Paris–CDG, Frankreich             | 14.531     | k. A.                |
| 07   | Montego Bay, Jamaika              | 11.455     | k. A.                |
| 08   | Saint John’s, Antigua und Barbuda | 06.522     | k. A.                |
| 09   | Miami, Vereinigte Staaten         | 04.398     | Miami Air            |
| 10   | Québec, Kanada                    | 03.659     | Air Transat          |